# Gjergj Bubani
Gjergj Bubani też jako: Jorgji Bubani (ur. 20 stycznia 1899 we wsi Boboshticë k. Korczy, zm. 28 lutego 1954 w Tiranie) – albański dziennikarz, pisarz i tłumacz, ojciec Dionisa Bubaniego.

## Życiorys
Syn Dionisiego i Elisabety z d. Karpaçi. Uczęszczał do francuskojęzycznego liceum w Korczy, a następnie wyjechał do Aten, gdzie studiował chemię. Po ukończeniu studiów mieszkał w Rumunii. Pierwsze artykuły publicystyczne pisał w 1919, publikując w wydawanym we Włoszech czasopiśmie Kuvendi. W Rumunii związał się z czasopismem Shqiperia e Re (Nowa Albania), wydawanym przez diasporę albańską w Bukareszcie. W 1920 przeniósł się do Konstancy, gdzie wydawał własne czasopismo Dodona, w tym czasopiśmie publikował pierwsze utwory satyryczne. Od 1922 związany z czasopismem Zëri Shqipëtar (Głos Albański). W latach 20. pracował w albańskiej służbie dyplomatycznej - początkowo na stanowisku sekretarza w konsulacie w Konstancy, a następnie w Sofii. W grudniu 1930 reprezentował Albanię na sofijskich obradach Międzybałkańskiego Stowarzyszenia Wydawców. W 1931 napisał tekst satyryczny o polityce Włoch wobec Ligi Narodów do czasopisma Arbenia, co spowodowało zawieszenie czasopisma przez ówczesnego ministra spraw wewnętrznych.
W 1936 przyjechał do Tirany, gdzie rozpoczął pracę redaktora naczelnego pisma Drita, a w lipcu 1938 objął stanowisko pierwszego dyrektora Radia Tirana. W czasie okupacji włoskiej działał we włosko-albańskim towarzystwie literackim, a od 1943 pracował w ministerstwie kultury. Według biografa Bubaniego, Klitona Nesturiego, w październiku 1943 Bubani został aresztowany przez Gestapo wraz z całym zespołem Radia Tirana i uwolniony dzięki wstawiennictwu Mihala Zallariego.
13 listopada 1944, po wkroczeniu oddziałów partyzantki komunistycznej do Tirany, Bubani został aresztowany i oskarżony o współpracę z okupantem. W styczniu 1945 stanął przed Sądem Specjalnym, któremu przewodniczył Koçi Xoxe. Skazany na 15 lat więzienia i konfiskatę majątku, został skierowany do pracy osuszaniu bagien w rejonie Maliq. Uwolniony z więzienia w roku 1949, schorowany, zmarł w 1954 w Tiranie.
Był żonaty, miał dwoje dzieci. W 2018, w 80 rocznicę powstania Radia Tirana, Gjergj Bubani został odznaczony pośmiertnie Orderem Skanderbega. W lutym 2023 w Muzeum Narodowym w Tiranie odsłonięto wystawę poświęconą Bubaniemu. Imię Bubaniego nosi jedna z ulic w tirańskiej dzielnicy Komuna e Parisit.

## Twórczość
Dorobek literacki Bubaniego obejmuje artykuły publicystyczne, drobne utwory satyryczne, a także tłumaczenia rumuńskiego poety i dramaturga Victora Eftimiu. W 2007 opublikowano część dorobku Bubaniego, w opracowaniu jego syna Loredana.

### Publikacje
- 2007: Vepra e zgjedhur (Dzieła wybrane, wyd. Tirana).
- 2007: Publicistike: Shenime udhetimi (1919-1944)